# المپیک زمستانی ۱۹۶۸
بازی‌های المپیک زمستانی ۱۹۶۸ (به انگلیسی: X Olympic Winter Games) در شهر گرونوبل، فرانسه از ۶ تا ۱۸ فوریه ۱۹۶۸ برگزار شد.
در این دوره از بازی‌ها نروژ با ۶ طلا، ۶ نقره و ۲ برنز مقام اول این رقابت‌ها را به دست آورد. شوروی با ۵ طلا، ۵ نقره و ۳ برنز مقام دوم را کسب کرد و تیم فرانسه با ۴ طلا، ۳ نقره و ۲ برنز به مقام سوم رسید. تیم ایران نیز در این دوره از بازی‌ها با ۴ ورزشکار حضور داشته است.

## ورزش‌ها
- اسکی آلپاین (۶) (جزئیات)
- ورزش دوگانه (۲) (جزئیات)
- بابسلد (۲) (جزئیات)
- اسکی صحرانوردی (۷) (جزئیات)
- اسکیت نمایشی (۳) (جزئیات)
- هاکی روی یخ (۱) (جزئیات)
- لژسواری (۳) (جزئیات)
- نوردیک ترکیبی (۱) (جزئیات)
- اسکی پرش (۲) (جزئیات)
- اسکیت سرعت (۸) (جزئیات)

## کشورهای شرکت‌کننده
- آرژانتین (۵)
- استرالیا (۳)
- اتریش (۷۶)
- بلغارستان (۶)
- کانادا (۷۰)
- شیلی (۴)
- چکسلواکی (۴۸)
- دانمارک (۳)
- فنلاند (۵۲)
- فرانسه (۷۵) (میزبان)
- آلمان شرقی (۵۷)
- آلمان غربی (۸۷)
- بریتانیای کبیر (۳۸)
- یونان (۳)
- مجارستان (۱۰)
- ایسلند (۴)
- هند (۱)
- ایران (۴)
- ایتالیا (۵۲)
- ژاپن (۶۱)
- کره جنوبی (۸)
- لبنان (۳)
- لیختن‌اشتاین (۹)
- مغولستان (۷)
- مراکش (۵)
- هلند (۹)
- نیوزیلند (۶)
- نروژ (۶۵)
- لهستان (۳۱)
- رومانی (۳۰)
- اتحاد شوروی (۷۴)
- اسپانیا (۱۹)
- سوئد (۶۸)
- سوئیس (۳۴)
- ترکیه (۱۱)
- ایالات متحده آمریکا (۹۵)
- یوگسلاوی (۳۰)

## جدول مدال‌ها

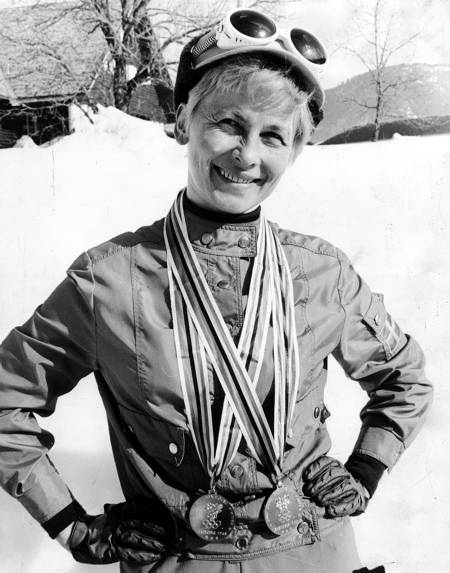
تصویری از توینی گوستافسون رونالد ورزشکار سوئدی در المپیک ۱۹۶۸ و دارنده ۳ مدال از این مسابقات

*   کشور میزبان (فرانسه)
| رتبه            | کشور                | طلا | نقره | برنز | مجموع |
| --------------- | ------------------- | --- | ---- | ---- | ----- |
| ۱               | نروژ                | ۶   | ۶    | ۲    | ۱۴    |
| ۲               | اتحاد شوروی         | ۵   | ۵    | ۳    | ۱۳    |
| ۳               | فرانسه*             | ۴   | ۳    | ۲    | ۹     |
| ۴               | ایتالیا             | ۴   | ۰    | ۰    | ۴     |
| ۵               | اتریش               | ۳   | ۴    | ۴    | ۱۱    |
| ۶               | هلند                | ۳   | ۳    | ۳    | ۹     |
| ۷               | سوئد                | ۳   | ۲    | ۳    | ۸     |
| ۸               | آلمان غربی          | ۲   | ۲    | ۳    | ۷     |
| ۹               | ایالات متحده آمریکا | ۱   | ۵    | ۱    | ۷     |
| ۱۰              | آلمان شرقی          | ۱   | ۲    | ۲    | ۵     |
| ۱۰              | فنلاند              | ۱   | ۲    | ۲    | ۵     |
| ۱۲              | چکسلواکی            | ۱   | ۲    | ۱    | ۴     |
| ۱۳              | کانادا              | ۱   | ۱    | ۱    | ۳     |
| ۱۴              | سوئیس               | ۰   | ۲    | ۴    | ۶     |
| ۱۵              | رومانی              | ۰   | ۰    | ۱    | ۱     |
| مجموع (۱۵ کشور) | مجموع (۱۵ کشور)     | ۳۵  | ۳۹   | ۳۲   | ۱۰۶   |